# Вулиця Чечета (Львів)
Вулиця Чечета — вулиця у Залізничному районі Львова, місцевість Левандівка. Прилучається до вулиці Повітряної.

## Назва
Від 1923 року називалась Коллонтая, на честь польського політика Гуго Коллонтая (1750—1812),), від 1932-го — Вігури на честь польського авіаконструктора Станіслава Вігури (1901—1932), від 1946-го — Молодчого на честь радянського генерала авіації, у 1957-1993-х — Леваневського на честь радянського льотчика.
Сучасна назва від 1993 року.

## Забудова
Забудова — одно- двоповерховий конструктивізм 1930-х років та одноповерхова садибна забудова. Під N1 — храм УГКЦ Святих Андрія і Йосафата, збудований у 1920-х. Наприкінці 1980-х відбувались одні з перших у Львові богослужінь вірних УГКЦ.